# История Лукреции
«История Лукреции» (итал. Storie di Lucrezia) — картина Сандро Боттичелли, итальянского художника эпохи Возрождения, созданная в период между 1496 и 1504 годами. Она написана темперой и маслом на деревянном кассоне или спальере. Известная также как «Лукреция Боттичелли» работа художника ныне хранится в музее Изабеллы Стюарт Гарднер в Бостоне, штат Массачусетс, принадлежа Изабелле Стюарт Гарднер при её жизни.

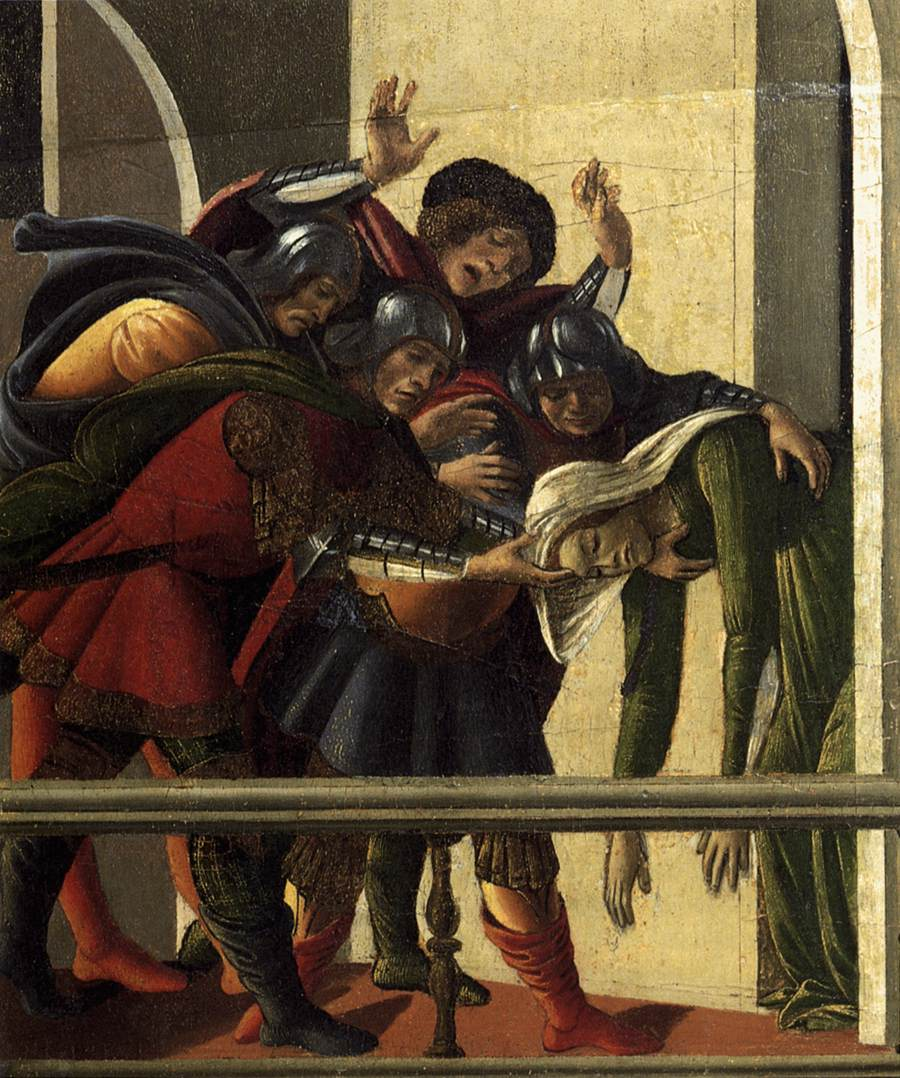
Сцена справа. Вызвав к себе своего мужа добродетельная Лукреция рассказывает ему и его сопровождающим о своём изнасиловании Секстом Тарквинием, царским сыном, после чего закалывает себя на их глазах.

## Описание
Картина представляет собой синкретию сцен из различных легендарных сюжетов в разные периоды времени, которые Боттичелли считал связанными. Её темой служит восстание против тирании, популярная в современных художнику нестабильных итальянских республиках. Основной сцене отводится центральный передний план, представляющей собой начало революции, приведшей к созданию Римской республики. Легенда гласит, что Лукреция, знатная женщина, была изнасилована сыном последнего римского царя, Секстом Тарквинием. В результате Луций Юний Брут дал клятву изгнать Тарквиниев из Рима и никогда не допускать к власти никого другого. В центре картины труп Лукреции выставлен на всеобщее обозрение в качестве героини. Брут стоит над ней, призывая народ к восстанию и набирая армию из молодых мужчин, многие из которых размахивают мечами. Из груди Лукреции торчит кинжал, которым она покончила с собой. Статуя в верхней части колонны позади Брута на переднем плане — это Давид с головой Голиафа у своих ног, которая не очень подходит для сюжета о мести, но соответствует политической ситуации. Давид и Голиаф служили символом восстания против тирании во Флорентийской республике. Лукреция призывала к мести, но Брут призывал к свержению монархии, и целью собрания было осуществить это.
Согласно легенде похоронная речь была произнесена на Римском форуме, но Боттичелли не пытался изобразить это известное место. Местом действия его картины служит небольшой городок, который можно увидеть на заднем плане в окружении сельской местности; некоторые исследователи предполагают, что здесь могла быть изображена Коллация, но она вряд ли могла служить сценой для народной революции. Ни одно из изображённых зданий не является классическим римским, и даже триумфальная арка на заднем плане, увековечивающая победу республики, не похожа ни на одно другое. Хиллиард Т. Гольдфарб, автор книги «The Isabella Stewart Gardner Museum: A Companion Guide and History», вместо этого предполагает, что на картине представлена драматическая театральная сцена, в которой её актёры театрально жестикулируют, а также намерение Боттичелли передать «ясный политический посыл». Предположительно панель предназначалась для публичного показа.
Сцена на правом крыльце изображает самоубийство Лукреции. На фризе над крыльцом изображён Гораций Коклес, воин, защищавший Рим от вторгнувшихся войск Порсены, оказывавших помощь свергнутому последнему римскому царю Тарквинию Гордому. Сцена на левом крыльце изображает угрозу Лукреции со стороны Секста добиться её взаимности. Он срывает с неё плащ, угрожая вонзить в неё свой меч. На фризе над ним представлены Юдифь и Олоферн.
Использование архитектуры в этой картине аналогично использованию её в работах Филиппино Липпи, ученика Боттичелли и сына его же учителя.